# Odín Patiño
Víctor Odín Patiño Bermúdez (sinh 24 tháng 8 năm 1983) là một cầu thủ bóng đá Mexico.
Vị trí hiện tại của anh là thủ môn cho UNAM Pumas. Anh gia nhập hệ thống trẻ của Pumas và nỗ lực để giành suất ở đội chính. Anh là thành viên của U-20 Mexico. Anh thi đấu ở Pumas Morelos.

## Danh hiệu cá nhân
- Mexican Primera División: (3)

Pumas UNAM
- Clausura 2009
- Clausura 2004
- Apertura 2004
- Siêu cúp: (1) 2004
- Cúp Santiago Bernabeu: (1) 2004